# Nascar Winston Cup Series 1987
Nascar Winston Cup Series 1987 var den 39:e upplagan av den främsta divisionen av professionell stockcarracing i USA sanktionerad av  av National Association for Stock Car Auto Racing.
Säsongen bestod av 29 race och inleddes på Daytona International Speedway med uppvisningsloppen Busch Clash 8 februari och 7-Eleven Twin 125's 12 februari, vilket även var slutkval till den 29:e upplagan av Daytona 500. Säsongen avslutades 22 november på Atlanta International Raceway med Atlanta Journal 500. Serien vanns av Dale Earnhardt, vilket var hans tredje mästerskapstitel.

## Tävlingskalender
| Nr | Officiellt namn              | Bana                                                        | Datum        |
| -- | ---------------------------- | ----------------------------------------------------------- | ------------ |
| U  | Busch Clash                  | Daytona International Speedway, Daytona Beach, Florida      | 8 februari   |
| KV | 7-Eleven Twin 125's          | Daytona International Speedway, Daytona Beach, Florida      | 12 februari  |
| 1  | Daytona 500                  | Daytona International Speedway, Daytona Beach, Florida      | 15 februari  |
| 2  | Goodwrench 500               | North Carolina Motor Speedway, Rockingham, North Carolina   | 1 mars       |
| 3  | Miller High Life 400         | Richmond Fairgrounds Raceway, Richmond, Virginia            | 8 mars       |
| 4  | Motorcraft Quality Parts 500 | Atlanta International Raceway, Hampton, Georgia             | 15 mars      |
| 5  | Transouth 500                | Darlington Raceway, Darlington, South Carolina              | 29 mars      |
| 6  | First Union 400              | North Wilkesboro Speedway, North Wilkesboro, North Carolina | 5 april      |
| 7  | Valleydale Meats 500         | Bristol International Raceway, Bristol, Tennessee           | 12 april     |
| 8  | Sovran Bank 500              | Martinsville Speedway, Ridgeway, Virginia                   | 26 april     |
| 9  | Winston 500                  | Alabama International Motor Speedway, Talladega, Alabama    | 3 maj        |
| U  | Winston Open                 | Charlotte Motor Speedway, Concord, North Carolina           | 17 maj       |
| U  | The Winston                  | Charlotte Motor Speedway, Concord, North Carolina           | 17 maj       |
| 10 | Coca-Cola 600                | Charlotte Motor Speedway, Concord, North Carolina           | 24 maj       |
| 11 | Budweiser 500                | Dover Downs International Speedway, Dover, Delaware         | 31 maj       |
| 12 | Miller High Life 500         | Pocono International Raceway, Long Pond, Pennsylvania       | 14 juni      |
| 13 | Budweiser 400                | Riverside International Raceway, Riverside, Kalifornien     | 21 juni      |
| 14 | Miller American 400          | Michigan International Speedway, Brooklyn, Michigan         | 28 juni      |
| 15 | Pepsi Firecracker 400        | Daytona International Speedway, Daytona Beach, Florida      | 4 juli       |
| 16 | Summer 500                   | Pocono International Raceway, Long Pond, Pennsylvania       | 19 juli      |
| 17 | Talladega 500                | Alabama International Motor Speedway, Talladega, Alabama    | 26 juli      |
| 18 | Budweiser at The Glen        | Watkins Glen International, Watkins Glen, New York          | 10 augusti   |
| 19 | Champion Spark Plug 400      | Michigan International Speedway, Brooklyn, Michigan         | 16 augusti   |
| 20 | Busch 500                    | Bristol International Raceway, Bristol, Tennessee           | 22 augusti   |
| 21 | Southern 500                 | Darlington Raceway, Darlington, South Carolina              | 6 september  |
| 22 | Wrangler Jeans Indigo 400    | Richmond Fairgrounds Raceway, Richmond, Virginia            | 13 september |
| 23 | Delaware 500                 | Dover Downs International Speedway, Dover, Delaware         | 20 september |
| 24 | Goody's 500                  | Martinsville Speedway, Ridgeway, Virginia                   | 27 september |
| 25 | Holly Farms 400              | North Wilkesboro Speedway, North Wilkesboro, North Carolina | 4 oktober    |
| 26 | Oakwood Homes 500            | Charlotte Motor Speedway, Concord, North Carolina           | 11 oktober   |
| 27 | AC Delco 500                 | North Carolina Motor Speedway, Rockingham, North Carolina   | 25 oktober   |
| 28 | Winston Western 500          | Riverside International Raceway, Riverside, Kalifornien     | 8 november   |
| 29 | Atlanta Journal 500          | Atlanta International Raceway, Hampton, Georgia             | 22 november  |

## Resultat
| Nr | Tävling                      | Pole position   | Flest ledda varv           | Vinnare         | Team                        | Konstruktör | Rapport |
| -- | ---------------------------- | --------------- | -------------------------- | --------------- | --------------------------- | ----------- | ------- |
| U  | Busch Clash                  | Bill Elliott    | Bill Elliott               | Bill Elliott    | Melling Racing              | Ford        | Rapport |
| KV | 7-Eleven 125 1               | Bill Elliott    | i.u.                       | Ken Schrader    | Donlavey Racing             | Ford        | Rapport |
| KV | 7-Eleven 125 2               | Davey Allison   | Benny Parsons              | Benny Parsons   | Hendrick Motorsports        | Chevrolet   | Rapport |
| 1  | Daytona 500                  | Bill Elliott    | Bill Elliott               | Bill Elliott    | Melling Racing              | Ford        | Rapport |
| 2  | Goodwrench 500               | Davey Allison   | Dale Earnhardt             | Dale Earnhardt  | Richard Childress Racing    | Chevrolet   | Rapport |
| 3  | Miller High Life 400         | Alan Kulwicki   | Dale Earnhardt             | Dale Earnhardt  | Richard Childress Racing    | Chevrolet   | Rapport |
| 4  | Motorcraft Quality Parts 500 | Dale Earnhardt  | Dale Earnhardt             | Ricky Rudd      | Bud Moore Engineering       | Ford        | Rapport |
| 5  | Transouth 500                | Ken Schrader    | Dale Earnhardt             | Dale Earnhardt  | Richard Childress Racing    | Chevrolet   | Rapport |
| 6  | First Union 400              | Bill Elliott    | Dale Earnhardt             | Dale Earnhardt  | Richard Childress Racing    | Chevrolet   | Rapport |
| 7  | Valleydale Meats 500         | Harry Gant      | Bill Elliott               | Dale Earnhardt  | Richard Childress Racing    | Chevrolet   | Rapport |
| 8  | Sovran Bank 500              | Morgan Shepherd | Dale Earnhardt             | Dale Earnhardt  | Richard Childress Racing    | Chevrolet   | Rapport |
| 9  | Winston 500                  | Bill Elliott    | Davey Allison              | Davey Allison   | Ranier-Lundy Racing         | Ford        | Rapport |
| U  | Winston Open                 | Brett Bodine    | Buddy Baker                | Buddy Baker     | Baker-Schiff Racing         | Oldsmobile  | Rapport |
| U  | The Winston                  | Bill Elliott    | Bill Elliott               | Dale Earnhardt  | Richard Childress Racing    | Chevrolet   | Rapport |
| 10 | Coca-Cola 600                | Bill Elliott    | Bill Elliott               | Kyle Petty      | Wood Brothers Racing        | Ford        | Rapport |
| 11 | Budweiser 500                | Bill Elliott    | Davey Allison              | Davey Allison   | Ranier-Lundy Racing         | Ford        | Rapport |
| 12 | Miller High Life 500         | Terry Labonte   | Tim Richmond               | Tim Richmond    | Hendrick Motorsports        | Chevrolet   | Rapport |
| 13 | Budweiser 400                | Terry Labonte   | Tim Richmond               | Tim Richmond    | Hendrick Motorsports        | Chevrolet   | Rapport |
| 14 | Miller American 400          | Rusty Wallace   | Dale Earnhardt             | Dale Earnhardt  | Richard Childress Racing    | Chevrolet   | Rapport |
| 15 | Pepsi Firecracker 400        | Davey Allison   | Davey Allison Ken Schrader | Bobby Allison   | Stavola Brothers Racing     | Buick       | Rapport |
| 16 | Summer 500                   | Tim Richmond    | Dale Earnhardt             | Dale Earnhardt  | Richard Childress Racing    | Chevrolet   | Rapport |
| 17 | Talladega 500                | Bill Elliott    | Davey Allison              | Bill Elliott    | Melling Racing              | Ford        | Rapport |
| 18 | Budweiser at The Glen        | Terry Labonte   | Rusty Wallace              | Rusty Wallace   | Blue Max Racing             | Pontiac     | Rapport |
| 19 | Champion Spark Plug 400      | Davey Allison   | Dale Earnhardt             | Bill Elliott    | Melling Racing              | Ford        | Rapport |
| 20 | Busch 500                    | Terry Labonte   | Dale Earnhardt             | Dale Earnhardt  | Richard Childress Racing    | Chevrolet   | Rapport |
| 21 | Southern 500                 | Davey Allison   | Dale Earnhardt             | Dale Earnhardt  | Richard Childress Racing    | Chevrolet   | Rapport |
| 22 | Wrangler Jeans Indigo 400    | Alan Kulwicki   | Dale Earnhardt             | Dale Earnhardt  | Richard Childress Racing    | Chevrolet   | Rapport |
| 23 | Delaware 500                 | Alan Kulwicki   | Ricky Rudd                 | Ricky Rudd      | Bud Moore Engineering       | Ford        | Rapport |
| 24 | Goody's 500                  | Geoff Bodine    | Dale Earnhardt             | Darrell Waltrip | Hendrick Motorsports        | Chevrolet   | Rapport |
| 25 | Holly Farms 400              | Bill Elliott    | Terry Labonte              | Terry Labonte   | Junior Johnson & Associates | Chevrolet   | Rapport |
| 26 | Oakwood Homes 500            | Bobby Allison   | Bobby Allison              | Bill Elliott    | Melling Racing              | Ford        | Rapport |
| 27 | AC Delco 500                 | Davey Allison   | Bill Elliott               | Bill Elliott    | Melling Racing              | Ford        | Rapport |
| 28 | Winston Western 500          | Geoff Bodine    | Geoff Bodine               | Rusty Wallace   | Blue Max Racing             | Pontiac     | Rapport |
| 29 | Atlanta Journal 500          | Bill Elliott    | Bill Elliott               | Bill Elliott    | Melling Racing              | Ford        | Rapport |

## Slutställning
| Plats | Förare          | Poäng |
| ----- | --------------- | ----- |
| 1     | Dale Earnhardt  | 4696  |
| 2     | Bill Elliott    | 4207  |
| 3     | Terry Labonte   | 4007  |
| 4     | Darrell Waltrip | 3911  |
| 5     | Rusty Wallace   | 3818  |
| 6     | Ricky Rudd      | 3742  |
| 7     | Kyle Petty      | 3738  |
| 8     | Richard Petty   | 3708  |
| 9     | Bobby Allison   | 3525  |
| 10    | Ken Schrader    | 3405  |